# 日本経済新聞国際版
日本経済新聞国際版（にほんけいざいしんぶん・こくさいばん）は日本経済新聞社発行の日本国外向け新聞である。

## 概要
- 日本経済新聞東京本社の朝刊の最終版（14版）を使い、世界各地に向けて衛星を使って新聞を伝送・印刷している。通常の朝刊紙面に加え、地方版の「首都圏経済」「近畿経済」（大阪本社）のコーナー、夕刊の記事の転載も同時連載中。土曜日付けには別冊「日経プラス1」も同時挿入
- 世界の各大陸別にある日本経済新聞の販売代理店を通して発売。
- アジア版以外は2021年3月をもって電子版の普及に伴い紙面版が中止となった[1]

### 販売代理店
- アジア・オセアニア　日経アジア社（シンガポール）、日経中国（香港）社（香港）
- アフリカ・ヨーロッパ・中東　日経ヨーロッパ社（イギリス・ロンドン）
- 北米・中米・南米　日経アメリカ社（アメリカ合衆国・ニューヨーク）